# Международный кинофестиваль в Бангкоке 2003 года
Международный кинофестиваль в Бангкоке 2003 года проходил с 10 по 21 января и стал первым международным профессиональным конкурсом в регионе. До этого, начиная с 1998 года, медийная группа Nation Multimedia Group (NMG) проводила в столице Таиланда так называемый Кинофестиваль Бангкока (Bangkok Film Festival), который был ориентирован главным образом на национальных производителей кинопродукции. Именно в 2003 году к NMG в качестве организатора присоединился государственный департамент туризма Таиланда Tourism Authority of Thailand (ТАТ), в интересах которого конкурсу был придан новый, международный статус. Однако, ряд кинокритиков в течение некоторого времени продолжал считать фестиваль 5-м, не вполне корректно продолжая его историю от 1998 года. Именно в 2003 году в качестве главной награды была избрана фигурка «Золотой киннары» — мифологического существа в индуизме, птицы с человеческой головой.

## Мероприятия, гости и участники фестиваля
С самого начала мероприятия его организаторы заявили о своих высоких амбициях в отношении его будущего статуса. Исполнительный директор конкурса утверждал, что уже в ближайшее время «Золотая киннара» станет азиатским эквивалентом «Золотой пальмовой ветви» Канн. Президент фестиваля — глава департамента развития туризма Таиланда Ютама Сириван высказала мнение учредителей, что Бангкок, находящийся на стыке всех дорог и направлений в Азии, «абсолютно логично станет паназиатской стартовой площадкой для качественного международного кинопроизводства».
Кроме основного смотра в фестивальные дни проходили мультипликационный конкурс Anima 2003, фестиваль короткометражных фильмов, благотворительный однодневный чемпионат по гольфу среди VIP гостей, турнир по тайскому боксу, а также ряд семинаров, включая дискуссионный клуб о влиянии цифрового изображение на творческий процесс.
Главными гостями открытия стали Аньес Варда, Дженнифер Тилли, Стивен Сигал и Жан-Клод Ван Дамм. Жюри основного конкурса возглавил венгерский кинопродюсер Эндрю Джордж Вайна.
В ходе фестиваля было продемонстрировано более 100 фильмов, 22 из которых произведены в Таиланде. Примечательно, что 17 граждан этой страны были занесены в Книгу рекордов Гиннесса за кинематографический марафон: они провели на конкурсных просмотрах 64 часа 58 минут непрерывно.

## Номинанты и победители
Лучший фильм
- «Поговори с ней» (исп. Hable con ella,  Испания), режиссёр Педро Альмодовар

Номинанты
- «Грязные делишки»,  Австралия;
- «Куклы»,  Япония;
- «Эвелин»,  Ирландия;
- «Фрида»,  США;
- «Человек без прошлого»,  Финляндия;
- «Кедма»,  Израиль;
- «Тихий американец»,  США;
- «Тихие голоса»,  Филиппины;
- «Дополнение»,  Польша;
- «Повесть о строптивой девчонке»,  Индия.

Лучший режиссёр
- Педро Альмодовар,  Испания

Лучший актёр
- Майкл Кейн,  США в фильме «Тихий американец»

Лучшая актриса
- Кати Оутинен,  Финляндия в фильме «Человек без прошлого»

Лучший сценарий
- Аки Каурисмяки,  Финляндия, фильм «Человек без прошлого»

Лучший азиатский фильм
- «Повесть о строптивой девчонке»,  Индия

Приз за вклад в кинематограф на протяжении всей карьеры
- Аньес Варда

## Комментарии
1. ↑  Ютама Сириван (англ. Juthamas Siriwan) через три года окажется в центре коррупционного скандала, связанного с неправомерным заключением договоров на обслуживание фестивалей 2003—2006 годов, и будет вынуждена уйти в отставку.